# Follies (musical)
Follies is een musical met muziek en tekst door Stephen Sondheim en een boek van James Goldman. Het ging in 1971 op Broadway in premiere.

## Verhaal
Het verhaal speelt zich af in een fictief, vervallen Broadway-theater dat op korte termijn zal worden gesloopt. In de jaren '20 en 30 speelden hier de Weismann Follies, kleurrijke vaudevillerevues zoals die onder andere door Ziegfeld wereldberoemd werden. Op uitnodiging van Dmitri Weismann komen oud-werknemers van de Weismann Follies, inmiddels op leeftijd, nog eenmaal samen in het vervallen theater. Het verhaal concentreert zich met name op twee echtparen, Buddy en Sally Durant-Plummer en Benjamin en Phyllis Rogers-Stone. Sally en Phyllis waren showgirls in de Follies-shows. Beide echtparen zijn ongelukkig in hun huwelijk. Zo blijkt dat Ben de grote liefde van Sally was, die desalniettemin trouwde met diens beste vriend, Buddy. In de show zingen de gasten op de reünie hun toenmalige vaudeville-nummers maar ook over hun huidige leven. Elk karakter wordt hierin vergezeld door de geestverschijning van hun jongere ik.

## Oorspronkelijke Broadway-productie
De Broadway-productie ging op 4 april 1971 in première na een aantal try-outs in Boston. In de cast van 53 personen was de oudste 73 jaar. De voorstelling werd geregisseerd door Harold Prince en Michael Bennett, met choreografie van Bennett. De musical werd genomineerd voor 11 Tony Awards en won er 7 waaronder voor de muziek en liedteksten van Sondheim. De recensies en publieksreacties liepen sterk uiteen en de Broadway-versie sloot na 522 voorstellingen, met verlies.

## Latere producties
Follies neemt inmiddels een belangrijke plek in de Amerikaanse musicalgeschiedenis in. Nummers uit de voorstelling (zoals "Broadway Baby," "I'm Still Here," "Too Many Mornings," "Could I Leave You?" en "Losing My Mind") zijn klassiekers geworden. In latere revivals (o.a. in Londen en New York) werden wijzigingen in het verhaal en de muzikale nummers aangebracht waardoor er sprake is van verschillende versies van dezelfde musical. Sommige hiervan zijn op cd uitgebracht.
In Nederland werd Follies in 2000 als concert uitgevoerd door het Koninklijk Ballet van Vlaanderen met in de hoofdrollen Jasperina de Jong, Loeki Knol, Yoka Baretti, Chris Lomme, Leah Thijs, An Lauwereins, Jacqueline Van Quaille, Sharon Scheffer, Terry Van Ginderen, Frans Mulder, Hans-Peter Janssens, Fred Brouwers, Michael Diederich, Albert Verlinde (als de jonge Ben) en Bob Benny.